# خطف السياح السويسريين في بلوشستان
خطف السياح السويسريين في بلوشستان في 2 يوليو 2011م تم اختطاف زوجين سويسريين في مقاطعة بلوشستان جنوب غرب باكستان. وقيل إن الزوجين كانا سائحين كانا مسافرين بالسيارة إلى إيران المجاورة عندما خطفهما مسلحون مجهولون في منطقة لورالاي التي تبعد حوالي 150 كم شمال عاصمة الإقليم كويتا. هذه هي المرة الأولى التي يشارك فيها مواطنون سويسريون في مثل هذا الحادث في باكستان وذلك وفقًا لوزارة الخارجية السويسرية. في وقت لاحق أعلنت طالبان الباكستانية مسؤوليتها عن الاختطاف.
أبلغ المسؤولون الباكستانيون الدبلوماسيين السويسريين المتمركزين في البلاد بالاختطاف بمجرد وقوع الحادث. أطلقت شرطة بلوشستان عملية بحث عن الزوجين تحت إشراف حكومة بلوشستان. في مارس 2012 هرب الزوجان بعد أن احتجزتهما طالبان في الأسر لأكثر من ثمانية أشهر.